# Mississippivlakte
De Mississippivlakte (Engels: Mississippi River Alluvial Plain of Mississippi Alluvial Plain) ligt in het centrum van de Verenigde Staten en valt samen met het stroomgebied van de Mississippi. Deze vlakte neemt bijna een derde van de Verenigde Staten in en is grotendeels vlak. Ze leent zich uitstekend voor landbouw door het geringe reliëf en de dikke afzettingslagen.